# Lewis Owen
Lewis Owen fue un hispanista y gramático inglés del siglo XVII.
Escribió una gramática de la lengua española destinada a los ingleses: The key of the Spanish tongue, or a plaine and easie introduction whereby a man may in very short time attaine to the knowledge and perfection of that language (London: Thomas] Creede for W. Welby, 1605. También escribió The Running Register (London, 1626).
- Datos: Q5974169